# پی‌دی پورتس
پی‌دی پورتس (انگلیسی: PD Ports) شرکت لجستیک بریتانیایی است، که در سال ۱۸۴۰ تأسیس شد.